# Pikeville (Tennessee)
Pikeville es una ciudad ubicada en el condado de Bledsoe en el estado estadounidense de Tennessee. En el Censo de 2010 tenía una población de 1.608 habitantes y una densidad poblacional de 254,66 personas por km².

## Geografía
Pikeville se encuentra ubicada en las coordenadas 35°36′55″N 85°11′36″O / 35.61528, -85.19333. Según la Oficina del Censo de los Estados Unidos, Pikeville tiene una superficie total de 6.31 km², de la cual 6.31 km² corresponden a tierra firme y (0%) 0 km² es agua.

## Demografía
Según el censo de 2010, había 1.608 personas residiendo en Pikeville. La densidad de población era de 254,66 hab./km². De los 1.608 habitantes, Pikeville estaba compuesto por el 93.59% blancos, el 2.8% eran afroamericanos, el 0.25% eran amerindios, el 0.06% eran asiáticos, el 0.12% eran isleños del Pacífico, el 1.99% eran de otras razas y el 1.18% pertenecían a dos o más razas. Del total de la población el 3.61% eran hispanos o latinos de cualquier raza.